# 松茂町立松茂中学校
松茂町立松茂中学校（まつしげちょうりつ まつしげちゅうがっこう）は、徳島県板野郡松茂町笹木野字八山開拓にある公立中学校。
通称「松中（まつちゅう、まっちゅう）」。

## 基礎データ
最寄バス停
- 松茂町地域コミュニティバス松茂小学校バス停

教育目標
- 人権を尊重し、自主、自律、創造、責任、奉仕の精神に富み、知・徳・体の調和のとれた、心豊かでたくましい人間を育成する。

## 校訓
- 自主
- 責任
- 勤労

## 部活動
- 吹奏楽部[1]

## 出身者
- 大住有加 - 柔道選手

## 関連学校
- 松茂町立喜来小学校
- 松茂町立松茂小学校
- 松茂町立長原小学校

## 通学区域が隣接している学校
- 徳島市川内中学校
- 北島町立北島中学校
- 鳴門市大麻中学校
- 鳴門市第一中学校
- 鳴門市第二中学校